# Sarajevo Dio-Ilidža
Sarajevo Dio-Ilidža (en serbe cyrillique : Сарајево Дио-Илиџа) est une localité de Bosnie-Herzégovine. Elle est située sur le territoire de la ville d'Istočno Sarajevo, dans la municipalité d'Istočna Ilidža et dans la république serbe de Bosnie. Selon les premiers résultats du recensement bosnien de 2013, elle compte 10 705 habitants.